# أنابينة إهليلجية
أنابينة إهليلجية (الاسم العلمي: Anabaena elliptica) هي نوع من البكتيريا تتبع جنس الأنابينة من الفصيلة النوستكية.